# Wallendbeen
Wallendbeen é uma pequena cidade em Nova Gales do Sul, na Austrália, administrada pelo Conselho de Gundagai. No censo de 2011, Wallendbeen e a área em volta tinham uma população de 305 habitantes. O nome da cidade é derivado da palavra aborígene para "morro pedregoso".
A cidade localiza-se na intersecção da Olympic Highway com a Burley Griffin Way e ao longo da ferrovia entre Sydney e Melbourne, que chegou a Wallendbeen em 1877. A triticultura é uma importante atividade econômica na região. Possui um campo de críquete com um clube existente desde 1887. A agência de correio de Wallendbeen abriu em 1 de julho de 1885.